# Thoma Thomai Dhamo
Thoma Thomai Dhamo (ur. 1936 w Barmashu) – albański rzeźbiarz.

## Życiorys

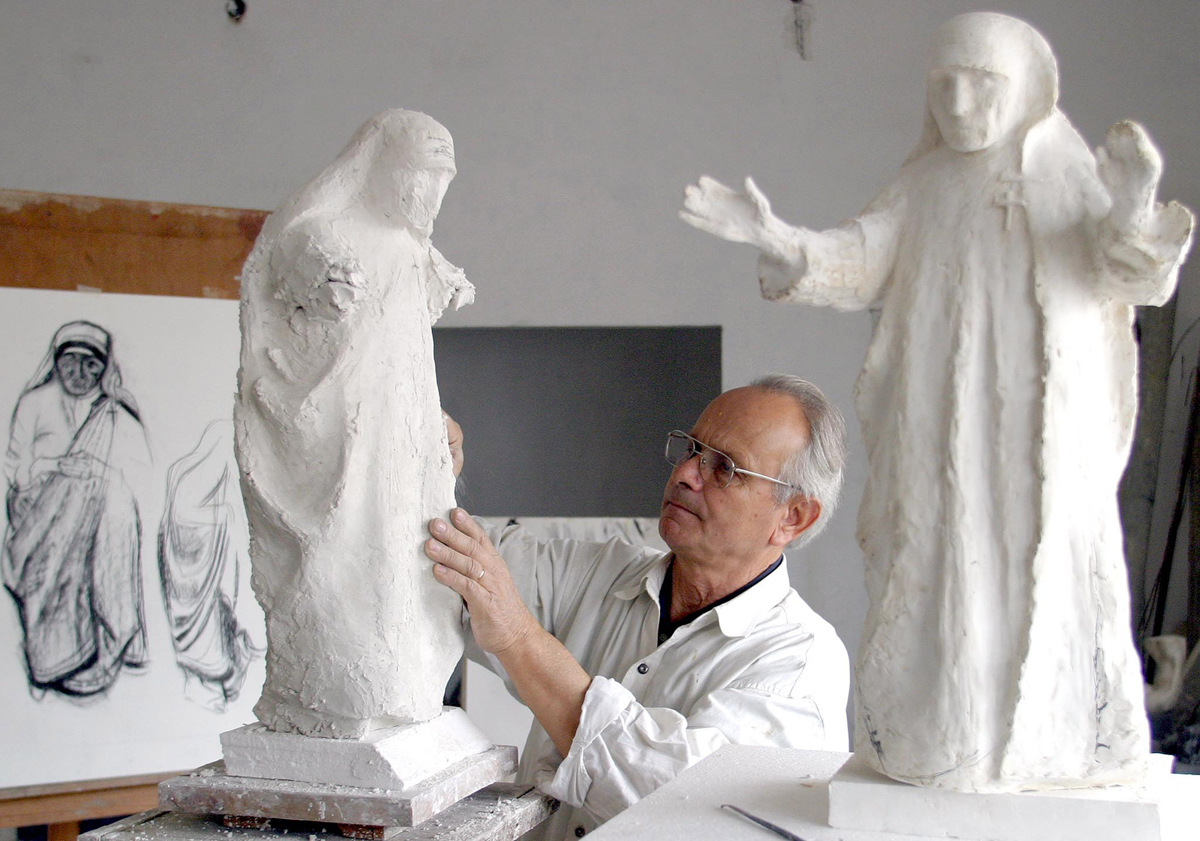
Thoma Thomai Dhamo (2016)

W latach 1955–1961 studiował na Wyższej Szkole Rzemiosła Artystycznego w Pradze. Po powrocie do Albanii pracował jako modelarz w fabryce porcelany w Tiranie, a w 1968 roku rozpoczął pracę jako wykładowca na Wyższym Instytucie Sztuk w Tiranie; w 1971 roku został wybrany kierownikiem katedry sztuk użytkowych, a w 1989 roku został pierwszym dziekanem Wydziału Sztuk Wizualnych oraz kierownikiem uczelnianej pracowni rzeźbiarskiej. Współpracował z rzeźbiarzem Kristaqem Ramą.
Wykonał rzeźby przedstawiające między innymi Vasila Laçiego (znajdującą się przy Rruga e Durrësit w Tiranie), Fana Nolego, Envera Hodżę (rzeźba była wykonana z importowanego z Grecji marmuru we współpracy z Kristaqem Ramą, znajdowała się w centrum piramidy w Tiranie, gdy ta pełniła funkcję muzeum), Matkę Teresę z Kalkuty (inaugurowaną dnia 4 listopada 2004 roku na terenie portu lotniczego w Tiranie) oraz dwa pomniki Skanderbega; pierwszy został postawiony w 1968 roku w Krui, natomiast drugi odsłonięto dnia 28 listopada 2006 roku w Skopje. Wziął udział w wystawach w Albanii, Egipcie (Aleksandria), Francji (Cap d'Agde), Włoszech (Rzym) oraz w Turcji (Ankara).
Decyzją Rady Ministrów w 1995 roku otrzymał tytuł profesora. W 2006 roku został pierwszym rektorem nowo powstałego Uniwersytetu „Polis” w Tiranie.